# Chambre de commerce et d'industrie d'Alençon
 (décembre 2023).
La chambre de commerce et d'industrie d'Alencon (1887-2015) était l'une des deux chambres de commerce et d'industrie du département de l'Orne. Son siège se trouvait à Alencon au 12, Place du Palais. Elle possédait trois antennes : L'Aigle, Mortagne-au-Perche, La Ferté-Macé.
Sa circonscription s'étendait sur :  
- les cantons suivants : Alençon-1, Alençon-2, Bretoncelles, Ceton, Damigny, L'Aigle, Magny-le-Désert[1], Mortagne-au-Perche, Radon, Rai, Sées et Tourouvre ;
- plus les communes suivantes :  Avernes-sous-Exmes, Beauvain, Boischampré, Bourg-Saint-Léonard (Le), Chaumont, Cisai-Saint-Aubin, Cochère (La), Coulmer, Courménil, Couterne, Croisilles, Exmes, Fel, La Ferté-Macé, Fresnaie-Fayel (La), Gacé, Ginai, Lonlay-le-Tesson, Mardilly, Ménil-Hubert-en-Exmes, Neuville-sur-Touques, Omméel, Orgères, Pin-au-Haras (Le), Résenlieu, Saint-Evroult-de-Montfort, Saint-Maurice-du-Désert, Saint-Michel-des-Andaines, Saint-Pierre-la-Rivière, Sap-André (Le), Sauvagère (La), Silly-en-Gouffern, Survie, Trinité-des-Laitiers (La) et Villebadin.

Elle faisait partie de la chambre régionale de commerce et d'industrie Basse-Normandie.
Le décret no 2015-1641 du 11 décembre 2015, qui abroge (article 4) "le décret du 9 septembre 1887 créant une chambre de commerce à Alençon", crée, au 1er janvier 2016, "une chambre de commerce et d'industrie territoriale dénommée chambre de commerce et d'industrie territoriale Portes de Normandie, rattachée à la chambre de commerce et d'industrie de région Normandie", qui couvre le territoire des deux anciennes chambres d'Alençon et de l'Eure, et dont le "siège est situé à Evreux". Alençon devient une délégation, dont le nom est CCI Orne.

## Historique

### De la chambre consultative à la chambre de commerce
La chambre consultative des arts et manufactures d'Alençon est créée par arrêté consulaire, le 12 Germinal An XII (12 avril 1804). Pour mieux faire valoir les intérêts du commerce et de l'industrie, contribuer à la création d'établissements d'intérêt général et donner des avis sur les affaires qui lui sont soumises, la chambre consultative, à partir du 20 juin 1877 - soutenue par le Conseil municipal d'Alençon - réclame sa transformation en chambre de commerce. C'est chose faite, dix ans après, avec le décret du 9 septembre 1887, qui crée la chambre de commerce d'Alençon.

### Les 14 présidents de la chambre de commerce d'Alençon

#### 1887-1892: Ernest Marchand-Saillant (Alençon, 1840 - 1882)
Ancien maire d'Alençon (1881-1882), Ernest Marchand-Saillant est, de 1887 à 1892, le premier président de la chambre de commerce, dont il fait voter le premier budget lors de la séance d'installation, le 30 décembre 1887.
Il avait été pris en otage par les Prussiens en février 1871. Il dirige une blanchisserie de fil, et une imprimerie. Il est, également, directeur politique du journal L'Avenir de l'Orne de 1878 à 1884. Il est conseiller général de l'Orne, de 1885 à 1892, et adjoint au maire d'Alençon, de 1872 à 1881, avant de devenir maire en 1881. Il est nommé chevalier de la Légion d'honneur. Une rue d'Alençon porte son nom.

#### 1892-1900: Emile Richer (Alençon, 17 mars 1834 - 11 avril 1900)
Fils de Louis Richer (1800-1872), négociant en toiles et propriétaire d'une filature de chanvre, Emile Eugène Richer est président de la chambre de commerce de 1892 à 1900, dont il est membre depuis sa création en 1887. Il dirige la Fabrique d'Ozé (blanchisserie de fil et tissage de chanvre). Il crée la Société de secours mutuel des ouvriers d'Ozé et préside le Comité exécutif de l'Exposition nationale de l'industrie et du commerce et des Beaux Arts d'Alençon. Une rue d'Alençon porte les noms du père et du fils. C'est sur l'emplacement de sa filature "qu'en 1937, Jean Mantelet implantera Moulin-Légumes qui deviendra Moulinex en 1957."

#### 1900-1920: Paul Bohin (L'Aigle, 4 juin 1851 - Nice, 26 octobre 1920)
Fils de Benjamin Bohin (1822-1911), fondateur de la manufacture d'aiguilles de Saint-Sulpice sur Risle, Paul Julien Bohin est président de 1900 à 1920, dont il est membre depuis sa création, en 1887.
Il dirige les Établissements Bohin (fabrication d'aiguilles à coudre) depuis 1875. Avant, "pendant plusieurs années est allé habiter l'Angleterre et l'Allemagne, afin de se mettre au courant des multiples et délicats procédés de fabrication qu'on y emploie. Revenu de l'étranger, il a dressé lui-même de nombreux ouvriers français. Aujourd'hui il possède et dirige cinq grandes usines en pleine activité (...) et produisant 400 millions d'aiguilles et 3 milliards d'épingles par an." Il est membre de la chambre consultative des Arts et Manufactures de L'Aigle (1886), membre fondateur de la Société de Secours Mutuel de L'Aigle (1880), expert en douane du gouvernement (1885). Il est Président du Tribunal de commerce de L'Aigle de 1900 à 1920. Il est élu maire de Saint-Sulpice-sur-Risle en 1892, et fonde la Société de tir de L'Aigle en 1884. Il est administrateur de la succursale de la banque de France d'Alençon (1899). Sous sa présidence, la chambre de commerce crée l'école dentellière d'Alençon, et acquiert l'Hôtel consulaire, inauguré le 26 septembre 1920, un mois à peine avant sa disparition. Il est nommé chevalier de la Légion d'honneur par décret du 11 décembre 1900, en qualité d'"industriel (et) président de la chambre de commerce d'Alençon".
C'est aussi sous sa présidence, en 1908, que l'assemblée générale de la chambre de commerce d'Alençon passe de 12 à 15 membres, le Bureau demeurant composé de trois membres : président, vice-président et secrétaire-trésorier.

#### 1920-1923: Pierre-Marie Chabaud (Dreux, 23 juin 1854 - 1923)
Pierre-Marie Chabaud est président de la chambre de commerce de 1920 à 1923, dont il est membre depuis sa création en 1887.
Il s'installe à L'Aigle où il reprend la manufacture de corsets, Barbier, qu'il renomme "Manufacture de Confections & Corsets, Établissements P. Chabaud", et qu'il installe dans l'ancien collège Letourneur, 7 rue Pasteur. Vers 1912, 300 ouvriers travaillent à l'atelier ou à domicile et produisent 1 200 corsets par jour. Il est élu conseiller municipal de L'Aigle (1884-1920), adjoint (1890-1895) et maire de L'Aigle (1896-1904) ; il est, également, conseiller d'arrondissement. Il est président d'honneur de la chambre de métiers de l'Orne, président de la Fédération des groupes commerciaux et industriels de l'Orne, président d'honneur de la Caisse d'allocation familiale de l'Orne, président de l'Union des Sociétés de Secours mutuels de l'Orne. Il est inspecteur de l'Enseignement technique, administrateur de la Banque de France et vice-président de la Banque Populaire d'Alençon. Il est nommé chevalier de la Légion d'honneur et Chevalier de l'Ordre de la Couronne de Belgique ; il est titulaire de la Médaille d'or de la Mutualité.

#### 1924-1930: Paul Bohin (Saint-Sulpice sur Risle, 12 janvier 1877 - Neuilly-sur-Seine, 29 décembre 1963)
Fils de Paul Bohin, Paul Benjamin Alexandre Bohin est, de 1924 à 1930, président de la chambre dont il est membre depuis 1922. Il dirige les Établissements Bohin. Il est aussi le fondateur de la Tréfilerie d'Issy-les-Moulineaux (1914) et président du Tribunal de commerce de L'Aigle. Il est nommé chevalier de la Légion d'honneur par décret du 25 mars 1923 "en qualité d'industriel à Saint-Sulpice-sur-Risle"

#### 1930-1945: Henri Rogez-Retour (Lille, 20 décembre 1884 - La Ferté-Macé, 5 février 1955)
Fils d'Henri Rogez (1841-1927), fabricant de fil, Henri Jean Gabriel Rogez-Retour est président de 1930 à 1945, de la chambre d'Alençon, dont il est membre depuis 1920 et vice-président depuis 1926. Il dirige une industrie, Tissage mécanique Retour Frères. Il est conseiller général de La Ferté-Macé, et vice-président de l'Union des commerçants et industriels de La Ferté-Macé.

#### 1945-1967: Jacques Bohin (Saint-Sulpice sur Risle, 14 octobre 1904 - Saint-Sulpice sur Risle, 28 avril 1978)
Neveu et petit-fils des deux Bohin qui le précèdent à la présidence, Jacques Louis Paul Benjamin Bohin est président de 1945 à 1967. Diplômé de l'École centrale (promotion 1927), il dirige les Établissements Bohin qui emploient 600 salariés et qui comprennent deux unités : l'usine d'articles métalliques (épingles, aiguilles) à Saint-Sulprice sur Risle (300 ouvriers) et l'usine de tréfilerie de précision (fils d'acier tréfilés et laminés) à Issy-les-Moulineaux (200 ouvriers) ; en plus du siège central, 72 rue Rambuteau à Paris (100 employés). Il est président du syndicat des industries mécaniques et métallurgiques de l'Orne, 2e vice-président (1945-1967) de la IVe Région économique de Basse-Normandie (devenue chambre régionale de commerce et d'industrie). Il est élu maire de Saint-Sulpice-sur-Risle en 1947. Il est conseiller à la Banque de France. Il crée le Comité Interprofessionnel du Logement de l'Orne (CILO), l'Association interprofessionnelle de Médecine du Travail de la Région d'Alençon (AIMTRA), la chambre Interprofessionnelle d'Apprentissage du Commerce, de l'Industrie et de l'Artisanat de l'Orne (CIACIAO), le Groupement Interprofessionnel Patronal de l'industrie et du Commerce de l'Orne (GIPICO). Il est officier de réserve. Il est nommé Chevalier de la Légion d'honneur (4 mai 1955).

#### 1967-1974: Jean Mantelet (Paris, 10 août 1900 - Paris, 19 janvier 1991)
Fils d'un inventeur, Alexis Mantelet (1865-1945), Jean Mantelet est président de la chambre de commerce de 1967 à 1974, dont il est membre depuis 1959. Il est le fondateur, en 1926, de la société MEB (Manufacture d'Emboutissage de Bagnolet), inventeur du presse-purée, qu'il décide de transférer à Alençon en 1937, dans l'ancienne filature d'Ozé. La société devient Legumex en 1954, puis Moulinex en 1956. Il est vice-président du Groupement des industries françaises des appareils d'équipement ménager (GIFAM), vice-président du syndicat national des fabricants d'articles galvanisés et étamés, et administrateur du Syndicat de la construction électro-thermique et électro-domestique. Il est membre du Comité de direction des Conseillers du commerce extérieur de la France. Il est conseiller municipal d'Alençon (1959-1965). Il est élevé au grade de Commandeur de la Légion d'honneur.

#### 1974-1983: Roger Georges (Paris, 25 juin 1914 - )
Après des études au Conservatoire des Arts et Métiers et des études de Lettres et de philosophie, Roger Paul Georges est ingénieur aux Ets. Prima (1935), aux Ets. Aubry Métallurgie, puis chez  Ford ; il devient ensuite ingénieur d'armement chez Franck et Fils (automobile et armement) à Aubervilliers. En 1954, il prend le poste de directeur général et membre du Directoire de la société Moulin-Légumes (Moulinex), fonction qu'il occupe jusqu'en janvier 1980. Avec Jean Mantelet, il crée douze usines en Basse-Normandie et Pays de la Loire (12 000 emplois créés), et deux usines en Espagne (1 200 emplois), ainsi qu'une école privée de mécanique et d'électro-mécanique (1962). Après avoir été Délégué consulaire (1964-1972) et membre associé (1972-1974), Roger Georges est élu membre titulaire de la chambre en février 1974 et accède immédiatement à la présidence. Il est nommé président honoraire en janvier 1983. Il est vice-président de la CRCI de Basse-Normandie, membre de la Commission des affaires européennes de l'APCCI. Il est membre du Comité économique et social de Basse-Normandie. Il est vice-président de l'ISF Normandie-Maine et membre du Comité directeur du Groupement interprofessionnel patronal de l'industrie et des commerces (GIPICO) de 1966 à 1978. Il est Chevalier (1974) puis Officier (1985) de la Légion d'honneur, Officier de l'Ordre national du Mérite (1979) et Chevalier des Palmes Académiques (1978).

#### 1983-1998: Michel Rapeaud (Asnières, 16 août 1930 - )
Diplômé de l'École centrale de Lyon, officier dans la marine (1953), fondateur, en 1958, de la société Manuplast (plasturgie), qu'il installe en 1966 à La Ferté-Macé, Michel Lucien Léon Rapeaud est président de la chambre de commerce et d'industrie de 1983 à 1998. Il est en est membre associé de 1974 à 1976, membre titulaire de 1976 à 1979, membre du Bureau de 1979 à 1982, vice-président de 1982 à 1983, avant d'être élu (1983) et réélu (1986, 1989, 1992 et 1995) président. Il est président de la chambre régionale de commerce et d'industrie de Basse-Normandie de 1986 à 1995, membre du Bureau (1986-1989) et vice-président (1989-1995) de l'Assemblée des chambres de commerce et d'industrie (APCCI). Il est président-fondateur de l'ISPA (Institut supérieur de plasturgie d'Alençon), et président de l'Institut Universitaire d'Alençon (IUT), du CMFAO, de l'Institut Supérieur de Formation (Groupe ISF), de l'Association interprofessionnelle de formation continue de l'Orne (AIFCO), de la chambre interprofessionnelle d'apprentissage du commerce et de l'industrie de l'Orne (CIACIO), du Pôle de plasturgie d'Alençon, de Polymers Technologies. Il est membre du Conseil économique et social, de 1994 à 1999, et du Conseil économique et social de Basse-Normandie de 1983 à 1986 et de 1995 à 2012. Il est enseigne de Vaisseau de 1re classe (1956). Il est élevé au grade de Chevalier, puis d'Officier de la Légion d'honneur. Il est Officier dans l'Ordre des palmes Académique et titulaire de la Médaille de bronze de la Jeunesse et des Sports.

#### 1998-2002: Christian Français (Aulnay-sous-Bois, 11 mai 1949 - )
Christian Français est, de 1998 à 2002, président de la chambre de commerce et d'industrie, dont il est délégué consulaire (1985-1988), membre (1988-2004), membre du Bureau (1992), et vice-président Services (1995-1997). Il est également vice-président et trésorier de la chambre régionale de commerce et d'industrie de Basse-Normandie, et vice-président secrétaire de l'ACFCI. Ingénieur et cadre commercial chez Olivetti France (1971-1975), il crée Ouest-Informatique Le Mans en 1975, et R2I (Réalisations Informatiques Interprofessionnelles) Alençon en 1979, qui devient R2I Santé, entreprise cotée en Bourse en 1996 et leader français de l'informatique hospitalière et leader du dossier médical. En 2001, il fonde et préside Alençon Développement.

#### 2002-2012: François Caucé (1950-     )
Fils de Guy Caucé (+ 2011), qui fut membre et trésorier de la chambre de commerce d'Alençon, François Caucé est président de la chambre de commerce et d'industrie de 2002 à 2012, dont il est membre depuis 1991, membre du Bureau depuis 1992, et vice-président Industrie (1995-2000). Il est le fondateur de la Société Africaine de Montage (SAM), spécialisée dans la construction et la rénovation de ponts métalliques ferroviaires. Il est président d'Alençon Développement, et il est le cofondateur de la société Axe 12 Normandie.

#### 2012-2015: Emmanuel Rouchès (1957 - )
Emmanuel Rouchès est président de la chambre de commerce et d'industrie de 2012 à 2015, dont il est membre et vice-président Commerce depuis 2011. Il dirige les établissements Guy Marchand.

#### 2015: Géry Bailliard
Fils de Michel Bailliard qui fut délégué consulaire, et président-directeur général de l'entreprise familiale, Boutaux Packaging, Géry Bailliard, président de la Commission des finances, devient en 2015, le 14e et dernier président de la chambre de commerce et d'industrie d'Alençon, et, en 2016, le premier président de la délégation d'Alençon de CCI Portes de Normandie, Géry Bailliard est administrateur de l'ISPA, président d'Ispa-Entreprises, administrateur de la Société des Haras Nationaux, membre fondateur du Cercle des Entreprises Mécènes du Haras national du Pin, délégué pour la Normandie des Amis du Cadre noir. Il est maire adjoint de La Rouge.

### Vice-présidents de la chambre de commerce d'Alençon
De 1887 à 1920, il n'y a qu'un seul vice-président et cinq membres élus se succédèrent à ce poste (Bernier, Leguernay, Mouchel, Lemaitre et Lemée).

#### Commerce
Robert Aldigé (1983-1995), Ludovic Becker (Prêt-à-porter, L'Aigle & Alençon), Jean-Luc Duhéron, Jean-Marc Gagez (Jouets, L'Aigle & Alençon), Pierre Gautier, Raymond Guillais (1967-1979), Lemée (18 octobre 1916 - 18 février 1920), Albert Leriche (1983), Henri Massieu (1943-1957), André Romet (1960-70), Emmanuel Rouchès (Peinture, Alençon), Isabel Rousseau (Chaussures, Alençon).

#### Industrie
Bernier (31 décembre 1887 - 28 octobre 1889), François Caucé (Société Africaine de Montage, Alençon), Pierre-Marie Chabaud (18 janvier 1920 - 26 octobre 1920), Christian Chissadon (Devilette-Chissadon, Alençon), Francis Claverie (1989), Dubois, Olivier Durieu (EDC Transmouss, Mortagne-au-Perche), Jean Griffault, Leguernay (28 octobre 1889 - 16 février 1891 et 11 février 1903 - 15 septembre 1916), Paul Lemaître (23 mai 1900 - 11 février 1903), Henri Lévesque (I1983 et 1986), Mouchel (16 février 1891 - 23 mai 1900), Albert Pinson (1953-1967), Michel Rapeaud (Manuplast, La Ferté-Macé), Henri Rogez-Retour (Tissage Retour Frères, La Ferté-Macé), Patrick Vandromme (Maisons France Confort, Alençon), Luc Van Ryssel (Matfer, Longny-au-Perche).

#### Services
Paul Baron (1974-1983), Michel Bernard (Hôtel du Dauphin, L'Aigle), Brigitte Coquerel (Coiffure, Mortagne-au-Perche), Christian Français (R2I Santé, Alençon), Yann Leriche (IRFA, Alençon), André Orcier (L'Ile de Sées, Macé), Jacques Vallée (1992-1994).

### Autres membres titulaires de la chambre de commerce d'Alençon (1887-2015)
Jean-Luc Adda, Denis Andrieu, Georges Angoulvant (1907-1977),
Bailleul, Barbé, Marc Bayi, Henri de Baynast, Alain Beaulieu, Laurent Beaumont, Lucien Bellesort, Auguste Bérisset (1872-1970), Bermond, Arlette Berthelot, Marcel Blais, Pierre Boiteux (1902-1986), Boulant, Bozo, Brault, Alain Burson,
Roland Caillaud, Jean-Philippe Calteau, Guy Caucé, Jean-Luc Chaillou, Pierre Chaline, Jean-Pierre Chaussinand, Georges Chauvel-Trépier, Thierry Chauvin, Jean Cosnard, Couréyeur, Courtin, Hubert Crespy, Crozat,
René Defresne, Henri Delaunay, Michel Denou, Albert Deschamps, Guillaume Desjardins, Doucet, Roger Ducré (-1983), Michel Dumans, Jacques Dupaillon, Daniel Dusiquet,
Guy Edon,
Jean-Pierre Farge, Claude Fayel (1946-1995), Jean-Luc Ferchaud, Jean Ferré, David Fitoussi, Michèle Fortin, Gaston Fournier, Frébet, Henri Froment,
Pierre Garrau, Benoît Gaudré, Jean-Michel Gentil-Martin,, Marc de Gouvion Saint-Cyr, Laurence Guil,, Antoine Guillais, Guillochon,
Jean Hattet, Jean-Claude Hattet, Victor Hénault-Morel, Jackie Hérault, Gilbert Hernoux, Jean-Pierre Hugot,
Louis Juigné (1895-1971),
Jean Lajoie (1968), Chanoine Jacques de La Marandais (1894-1966), Jean Lamy, Joseph de La Rivière (1903-1969), Stéphane Laronche, Roger Laudou, Bernard Lebranchu, Lecroulant, Christian Lemoule, Christian Leroux, Jean Lesage, Alfred Leturc, Lherminier, Raymond Limouzy, Véronique Louwagie, Pierre Lurson,
Gilles Mahoudo, Maillard, Henri Malier (1889-1970), Georges  Marsouin (1921-1998), André Martin, Henri Massieu (-1967), Miollais, René Moire, Gérard Morin, Jean Morise, Joseph Motin,
Annie Novince, Thierry Noyer,
Edmond Perrier, Maurice Philibien, Robert Piel (1899-1969), Daniel Ponche, Potel,
Michel Racinet, Michel Renard, Renut, Gilles Rigon, Jacques Ripaux, Gérard Rochefort, Jean Rlet, André Rollandy (1927-1995), Jean Romain, Christophe Romet, Paul Romet, André Rose (1899-1970), Robert Roulleau, Bernard Roux, Hervé Roy,
Pierre Senant, Martial Seray, Gérard Sillière, William de Stoppeleire,
Roger Thomas (1933-1997), Touchet,
Jean Vandromme, Roger Verneuil, Jean-Marie Verrier, René Vinclaire, Dider Vrac.

### Secrétaires administratifs et directeurs généraux

#### Secrétaires administratifs
- Monsieur Trocherie, "Secrétaire-archiviste" de 1887 à 1915.
- Edouard Courty (12 mars 1874 - 6 novembre 1956), de 1916 à 1946, qui est également secrétaire général de la Mairie d'Alençon[137].
- Leroy, secrétaire général de 1946 à 1950.
- Roger Laigneau, de 1950 au 10 janvier 1983.

#### Directeurs généraux
- Philippe Bonniol, du 1er janvier 1983 au 31 août 2008.
- François Browne de Kilmaine, du 1er septembre 2008 au 31 décembre 2015.

### Immeuble consulaire
Après avoir, depuis sa création, tenu ses réunions à l'hôtel de ville d'Alençon, la chambre de commerce d'Alençon, s'installe dans l'hôtel consulaire, situé 10 et 12, place du Palais. L'inauguration officielle a lieu le dimanche 26 septembre 1920, suivie d'un repas "empreint d'une franche gaîté" dans les salons de l'Hôtel de France et d'une "fête sportive du Champ de Foire organisée à l'occasion de l'inauguration de la chambre de Commerce".
Cet immeuble avait été construit en 1836, par Marthe Lenoir-Dufresne, sœur du célèbre industriel alençonnais du textile, Joseph Lenoir-Dufresne (1768-1806), et loué à Virginie Bourges qui y avait ouvert un café et loué une partie à l'administration des Postes. À la mort de Marthe Lenoir-Dufresne, en 1849, l'immeuble devient la propriété de Georges Ruel des Forges, puis de ses héritiers. Ceux-ci séparent l'immeuble en deux maisons, dont l'une est vendue à M. Lecomte, l'autre à un banquier, M. Guillochon, secrétaire-trésorier de la chambre de commerce.
En 1907, la ville d'Alençon, qui assurait "sur son budget le fonctionnement de la chambre de Commerce", avait demandé le transfert des services de la chambre de la mairie à la Maison d'Ozé. Un débat avait opposé ceux qui refusaient d'être relégués "dans une pièce qui a plutôt l'air d'un cachot que d'une salle de délibération" et ceux qui estimaient que la salle de la mairie, quoique "vaste et très bien éclairée par quatre fenêtres" était "humide et presque impossible à chauffer."
L'immeuble est entièrement rénové par le président Rapeaud en 1985, les travaux s'élevant à 3 millions de francs HT. L'inauguration a lieu le 23 septembre 1985, en présence de Jean Mantelet,

## Dossiers

### Politique ferroviaire

#### Avis et vœux concernant le train
Les comptes rendus de réunion de bureau indiquent que les membres de la chambre de commerce rendaient des avis et émettaient des vœux concernant le train et le tramway. Ces décisions concernaient les trains express, directs, et les tramways, ou voies étroites, et notamment :  
- l'aménagement des voies ferroviaires : doublement de voies ferrées entre Argentan et Granville en 1907, établissement d'une voie ferrée du Havre à Pont-Audemer en 1910,
- des gares : Alençon en 1905, 1907 et 1912 et Laigle, en 1910,
- des passages à niveau : Courteille en 1913,
- les tarifs,
- les délais,
- le transport de marchandises : charbon et fruits à cidre en 1901, bois et granit en 1906, suif, fromage et produits pharmaceutiques en 1907,
- les horaires
- ou encore les temps de parcours : pour la ligne Le Mans-Rouen, en 1909, il faut compter entre 6 et 10  heures de voyage.

Les membres s'exprimaient également sur des projets qui n'étaient pas dans la région, comme le percement du Simplon et de la Faucille (1902), ou le Tunnel sous la Manche (1904), par exemple.

##### Train express
- Paris-Laval via Laigle, Alençon, La Hutte et Sillé (1901)
- Laigle-Rouen (1901)
- Alençon-Paris, via Surdon (1906)
- Le Mans-Caen via Alençon (1907)
- Rouen-Le Mans (1909)
- Alençon-Mézidon (1909)

##### Tramways, ou chemin de fer à voies étroites d'intérêt local
- La Lacelle - Trun (1904, 1912)
- Carrouges - La Lacelle (1912)
- Mortagne - La Loupe (1904)
- Le Mans - Alençon, via Gesne, Moulins, Mieuxcé, Hesloup et Saint-Germain (1904)
- Mamers - Alençon (1904)
- Alençon-Carrouges (1906) via Chahains, Saint-Martin-des-Landes, Rouperroux, Saint-Didier, Saint-Ellier, La Roche-Mabile, Cuissai, Lonrai, Pacé, Condé-sur-Sarthe (1910), enquête d'utilité publique (1912, 1913).
- Alençon-Courtomer avec prolongement sur Mortagne, via Bazoche (1906)
- Mayenne - Couterne (1911)
- Villaines - Moulin du Désert (1912)
- Villaines - Alençon (1913)

##### Office de transports
Le 29 octobre 1910, 34 chambres de commerce sont invitées à participer à une réunion afin de créer l'Office des transports, au Mans. 24 y sont représentées. MM. Edmond Perrier, et Bozo représentent la chambre de commerce d'Alençon, Les ressources de la chambre ne reposant que sur une subvention de la ville d'Alençon (1 200 francs), elle n'a pas les moyens de payer l'adhésion de 300 francs demandée par l'Office des transports. Pour pouvoir adhérer, les membres de la chambre demanderont au ministre du Commerce l'autorisation de recourir à une imposition spéciale, à inscrire à son budget de 1912.

### Création de l'École dentellière d'Alençon
La chambre de commerce d'Alençon crée l'École dentellière d'Alençon en 1903 au 48 de la rue Saint-Blaise. Deux préoccupations animent les membres de la chambre de commerce : sauvegarder la technique du point d'Alençon, et encourager le travail à domicile des femmes. Jusqu'en 1965, l'école sera administrée par la chambre de commerce. Sa première directrice, Eulalie Tessier, gérera l'établissement de 1903 jusqu'à son décès en 1913. Amandine Manoury lui succède jusqu'en 1937. En 1931, les dames de la congrégation religieuse de La Providence acceptent d'enseigner le point d'Alençon. Deux ateliers coexistent. L'un se trouve rue Saint-Blaise, l'autre rue du Pont-Neuf, Tous les deux sont financés par la chambre de commerce. En 1937, Amandine Manoury, la directrice de l'école décède. Henri Rogez-Retour réunit les deux ateliers en 1938, au 13 rue du Pont-Neuf. Dès lors, l'atelier sera géré par Sœur Marie-Aloysius, jusqu'en 1951, puis pas Sœur Marie du Sacré-Cœur, En 1965, la chambre de commerce cesse de gérer l'école.

### Création de monnaie: émission de bons de nécessité

#### Contexte
En temps de conflits, des organismes non étatiques (chambres de commerce, commune, sociétés industrielles) peuvent émettre des « bons de nécessité », pour pallier le manque de petites coupures. Quelques chambres de commerce le font déjà lors de la guerre de 1870. Pendant la Première Guerre mondiale ces émissions sont particulièrement soutenues. Une centaine de chambres y participent.
Deux jours après la déclaration de guerre, le 5 août 1914, un décret supprime l’obligation de la Banque de France d’échanger les billets contre des pièces en métal, et instaure le cours forcé des billets. Le gouvernement réquisitionne l’or, nécessaire aux échanges avec l’étranger, et incite les Français à le déposer à la Banque de France au moyen de nombreuses campagnes.
L’instauration du cours forcé du franc, et le souvenir de la guerre de 70, après laquelle les monnaies retrouvèrent leur valeur, poussent les Français à « thésauriser » et à conserver les pièces « en attendant des temps meilleurs.. Ce sera particulièrement vrai pour les pièces en argent et en bronze. L’État a besoin de numéraire pour payer les soldats, mais aussi les diverses allocations qui découlent d’une situation de guerre. Les activités commerciales et industrielles sont accrues. À cela s’ajoute la rumeur qui prétend que les caisses publiques accaparent les pièces, ou encore qu’elles sont vendues en Suisse et en Allemagne pour alimenter les fabriques d’armement. La spéculation règne, et avec elle la hausse des prix.
Parallèlement, l’instauration du paiement au comptant, plutôt qu’à crédit, augmente les besoins en petites coupures, pour faire l’appoint (la monnaie représentative est alors très peu utilisée).
Les chambres de commerce de France sont largement mises à contribution pour émettre les bons de nécessité, pour deux raisons :
- leurs ressources propres assurent une sécurité financière, et elles jouissent d’une réputation d’honorabilité qui les rend dignes de confiance,
- leur bonne connaissance du milieu économique local les rend particulièrement compétentes dans l’évaluation des besoins réels.

#### Émission de bons de nécessité dans l'Orne à partir de 1915
La pénurie frappe Alençon en juillet 1915, compromettant les transactions commerciales et le paiement des ouvriers. Le 11 août, la chambre fait écho à la demande des industriels et décide d’émettre 400 000 francs de bons de monnaie de 1 franc et de 0,50 franc pour l’ensemble du département, en collaboration avec la chambre de commerce de Flers. Ce sera la première émission d’une série de sept, à raison d’une émission par an. En 1918, le paysage monétaire est rendu compliqué : ces monnaies, ne se limitant pas à leur périmètre local, posent la question de leur authenticité. Cependant la contrefaçon touchait peu les émissions des chambres de commerce, contrairement aux monnaies produites par les Communes, avec des moyens moins perfectionnés. Les bons de nécessité provenant des chambres étaient dont bien accueillis du public.
Pourtant, le 29 mars 1922 de nouveaux bons sont émis : l’État installe son atelier de Vincennes et ne peut approvisionner le territoire.
En 1926, les billets de nécessité sont officiellement retirés (loi du 13 janvier 1926), alors que la plupart d’entre eux ont déjà regagné les caisses publiques et de la Banque de France. Le bénéfice que la chambre de commerce a réalisé en acceptant d’émettre cette monnaie lui permet de financer des œuvres d’intérêt général. Elle investit dans ses locaux(19 000 francs), paye les intérêts de l’emprunt du Département pour la mise en place des circuits téléphoniques(25 000 francs), et donne une contribution à l’aménagement du terrain d’atterrissage d’Alençon(20 000 francs). Enfin, elle donne 5 000 francs au Trésor comme contribution volontaire.
Concernant l’aspect général des billets, ce sont souvent des scènes mythiques et parfois l’effigie d’Hermès, encadrés de motifs floraux style Art nouveau. Ceux d’Alençon et de Flers se distinguent : ils sont entourés de dentelle (pour Alençon) et de fruits à cidre (Flers).

## Missions
À ce titre, elle est un organisme chargé de représenter les intérêts des entreprises commerciales, industrielles et de service de l'arrondissement d'Alencon et de leur apporter certains services. C'est un établissement public qui gère  en outre des équipements au profit de ces entreprises. Comme toutes les CCI, elle est placée sous la double tutelle du Ministère de l'Industrie et du Ministère des PME, du Commerce et de l'Artisanat.
La CCI d'Alençon est certifié ISO 9001 V2008 (depuis avril 2005) et a obtenu une reconnaissance européenne EFQM (European Foundation for Quality Management) de niveau R4E 5*.

### Service aux entreprises et au territoire
- Service juridique et Centre de formalités des entreprises
- Département Entreprises
  - Assistance technique au commerce
  - Assistance technique à l'hôtellerie-restauration et au tourisme
  - Assistance technique à l'industrie
  - Assistance technique aux entreprises de service
- Département Territoire
- Centre de documentation, Éditions et Service d'Intelligence territoriale et économique
- Département Formation, emploi et gestion des compétences

### Centres de formation
- Institut Supérieur de Plasturgie d'Alençon, ISPA (Plasturgie), créé par Michel Rapeaud, en 1983, en association avec la Fédération française de la Plasturgie et des composites, et en collaboration avec l'École des Mines de Douai.
- Groupe ISF, en association avec le Conseil départemental de l'Orne et la Communauté Urbaine d'Alençon.
- Groupe IRFA, en association avec l'ISF.
- 3IFA / CMFAO, centre de formation d'apprentis, en association avec la chambre de Métiers et la CCI de Flers.
- École des Travaux Publics de Normandie (ETPN), en association avec la Fédération normande des Travaux publics.
- IRSAP (Institut Régional des services à la personne), en association avec la Fédération nationale des Services aux Particuliers.

## Publications de la CCI d'Alençon
- Périodiques
  - L'Information économique de l'Orne, revue trimestrielle, dont le premier numéro paraît le 1er décembre 1947.
  - Le Flash, qui devient, en 1978, L'Eclair, magazine mensuel, puis bimestriel, d'information de la CCI.
  - Trait d'Unions Commerciales (bulletin de liaison de la Fédération ornaise du commerce)
  - Presse-Hebdo (Revue de presse hebdomadaire)
- Guides et annuaires (à parution régulière)
  - Orne en chiffres, plaquette annuelle.
  - Alençon en chiffres, plaquette annuelle : le portrait économique de la Communauté Urbaine d'Alençon.
  - Guide Pratique de l'Orne[143]
  - Calendrier des foires, salons et marchés de l'Orne
  - Guide du Savoir-Faire industriel de l'Orne
  - Guide pratique de l'exportateur ornais
  - Calendrier des Foires, salons et marchés de l'Orne
  - Annuaire de la plasturgie
- Autres publications
  - Bilan de la saison touristique dans l'Orne
  - Atlas commerciaux : Alençon, L'Aigle, Bellême, La Ferté-Macé, Mortagne-au-Perche, Sées
  - Documentations pratiques du commerçant (Fiches pratiques à l'usage des professionnels)
- Édition :
  - Entreprises centenaires dans l'Orne[8] (Brigitte Triquet), 2009.
  - Les Ornais célèbres[7] (Brigitte Triquet), 2010.
  - L'École dentellière d'Alençon, Une fondation pour un art unique[141] (Hélène Klein), 2015.
  - Réussir sa  création d'entreprise de services  à la  personne : une démarche spécifique (Jean-Paul Vimont), 2006.

## Événements
La CCI d'Alençon a créé deux salons à destination du grand public :
- Métiers d'Art, Métiers Passion, salon annuel, qui permet de présenter les métiers d'art et de valoriser leur savoir-faire et dont la 9e édition a eu lieu en septembre 2015.
- Festival d'Alençon, Fil et Dentelle[144], salon bisannuel, dont la deuxième édition a eu lieu en octobre 2015.

## Pour approfondir